# Camponotus lessonai
Camponotus lessonai är en myrart som beskrevs av Carlo Emery 1894. Camponotus lessonai ingår i släktet hästmyror, och familjen myror. Inga underarter finns listade.